# Мурдани, Леонардус Беньямин
Леонардус Беньямин Мурдани (индон. Leonardus Benjamin Moerdani, Leonardus Benyamin Murdani), более известен как Бенни Мурдани (индон. Benny Moerdani, индон. Benny Murdani) — индонезийский военный и политический деятель, генерал. Главнокомандующий Вооружёнными силами Индонезии (1983—1988), министр обороны Индонезии (1988—1993).

## Ранние годы жизни
Мурдани родился 2 октября 1932 года в Чепу, Центральная Ява, в семье работника железной дороги Р.Г. Мурдани Сосродирьё (индон. R.G. Moerdani Sosrodirjo) и его жены Жанны Руч (индон. Jeanne Roech), которая была наполовину немкой. Леонардус был третьим ребёнком в семье из одиннадцати детей. Несмотря на то, что Мурдани Состродирджо был мусульманином, дети в семье Мурдани, по настоянию Жанны, стали католиками.

## Начало военной карьеры
Вскоре после того, как в 1945 году капитулировала Япония, оккупировавшая Индонезийский архипелаг и была провозглашена независимость Индонезии, Мурдани вступил в ряды вооружённых сил молодого государства. В октябре 1945 года, в возрасте 13 лет, он принял участие в нападении на индонезийскую штаб-квартиру японской тайной полиции Кэмпэйтай в городе Суракарте. После создания Национальной армии Индонезии (НАИ) Мурдани вступил в ряды ополчения, сформированного из студентов и учащихся школ (индон. Tentara Pelajar), которое подчинялось бригаде НАИ. В составе ополчения участвовал в наступлении на Суракарту.
После окончания войны за независимость Мурдани поступил в среднюю школу и окончил её, совмещая обучение с помощью своему дяде в торговле. В январе 1951 года он, вместе со своей бригадой, поступил учиться в Центр обучения армейских офицеров, который закончил в апреле 1952 года. Одновременно он проходил обучение в Школе тренеров пехоты и закончил её в мае 1952 года. После окончания этих учебных заведений он получил звание старшего прапорщика.
В 1954 году Мурдани был произведён в звание младшего лейтенанта и отправлен служить на Западную Яву, в III армию «Силиванги» (индон. TT III Siliwangi).

## Служба в спецназе
В начале 1950-х годов на Яве шла борьба индонезийской армии с исламистской группировкой Даруль Ислам (индон. Darul Islam), которая ставила своей целью построение исламистского государства в Индонезии. Для борьбы с повстанцами в 1953 году в составе III армии «Силиванги» было сформирован отряд коммандос (индон. Kesko TT III), преобразованный в следующем году в Подразделение коммандос Сухопутных войск (индон. Korps Komando Angkatan Darat, KKAD). Мурдани был назначен главой Бюро Обучения, которое занималось подготовкой солдат, желающих вступить в ряды коммандос. В 1956 году KKAD была реорганизовано в Полковую часть коммандос Сухопутных войск (индон. Resimen Pasukan Komando Angkatan Darat, RPKAD), тогда же Мурдани получил должность командира роты в этой структуре.
В 1958 году индонезийский спецназ принял участие в подавлении восстания под руководством Революционного правительства Республики Индонезии, вспыхнувшего на Суматре. Мурдани участвовал в парашютных десантах спецназа под Паканбару и Меданом, а затем принял участие в «Операции 17 августа», в результате которой силы мятежников были окончательно разгромлены. В том же году Мурдани участвовал в боях против сепаратистского движения «Перместа» (индон. Permesta, от индон. Piagam Perjuangan Semesta — Хартия всеобщей борьбы), поднявшего антиправительственный мятеж на Сулавеси.
После подавления восстаний на Суматре и Сулавеси Мурдани служил в особом округе (ныне провинции) Ачех. Он намеревался стать пилотом ВВС, но его отговорил от этого намерения Ахмад Яни, пославший его на обучение в США, в Пехотную школу армии США (англ. The U.S. Army Infantry School) в Форт-Беннинге. Там Мурдани прошёл курс обучения пехотного офицера и участвовал в тренировках 101-й воздушно-десантной дивизии армии США.
В 1961 году Мурдани вернулся в Индонезию. В это время шла активная подготовка к операции по возвращению Западного Ириана — части бывшей Голландской Ост-Индии, удержанной Нидерландами за собой после предоставления независимости Индонезии. Мурдани руководил обучением десантников-парашютистов, которые должны были высадиться на Ириане для ведения боевых действий против голландцев. В мае 1962 года он был назначен командиром сводного отряда десантников, состоявшего из коммандос и бойцов Командования стратегического резерва Сухопутных войск (Кострад). В июне 1962 года отряд Мурдани высадился на Западном Ириане и вёл борьбу против голландских войск до августа того же года, когда ООН приняла решение о возвращении Западного Ириана Индонезии.
В 1964 году Мурдани прибыл в Джакарту. Президент Сукарно, впечатлённый его достижениями во время западноирианской кампании, предложил ему стать своим личным телохранителем, а также жениться на одной из своих дочерей, однако Мурдани отклонил оба предложения.
Вскоре он, в качестве командира батальона спецназа, отправился на Калимантан, где в это время шла конфронтация с Малайзией. Однако, его пребывание там было недолгим и в сентябре он вернулся в Джакарту, после чего был назначен военным атташе в Пекин.
В сентябре 1964 года состоялось совещание офицеров спецназа, на котором обсуждался вопрос об увольнении из рядов коммандос солдат-инвалидов. Мурдани выступил против этого, и также присутствовавший на заседании Ахмад Яни, ставший к тому времени командующим армией, обвинил его в неподчинении приказу. После этого Мурдани был переведён из спецназа в Кострад; 6 января 1965 года он передал командование батальоном коммандос своему преемнику.

## Служба в Кострад
Свою службу на новом месте Мурдани начал в Службе по обеспечению боевых операций и боевой подготовке. Дальнейшей его карьере поспособствовал его знакомый по западноирианской кампании подполковник Али Муртопо, бывший в то время заместителем начальника штаба суматранской группировки Кострад по разведке. Он сделал Мурдани своим помощником, позволив ему получить на этой должности свой первый опыт работы в органах разведки. Также Мурдани вошёл в состав команды Муртопо по специальным разведывательным операциям; в её составе работал в «Бангкоке под прикрытием продавца билетов авиакомпании Garuda Indonesia», занимаясь сбором информации о Малайзии. В 1965 году участвовал в осуществлении связи командования Кострад с армейскими офицерами, недовольными конфронтацией с Малайзией и желающими, как и руководство Кострад, скорейшего урегулирования конфликта.
После подавления попытки государственного переворота, известной как Движение 30 сентября, позиции Мурдани усилились. Вместе с Али Муртопо он начал прилагать усилия для прекращения конфронтации с Малайзией, и уже 11 августа 1966 года было подписано соглашение о нормализации отношений между двумя странами.

## Дипломатическая карьера
После нормализации индонезийско-малайзийских отношений Мурдани был назначен временным поверенным в делах в Малайзии; основной его задачей на этом посту было решение вопроса об освобождении индонезийских солдат, захваченных в плен во время конфронтации. В марте 1968 года он был назначен индонезийским консулом в Западной Малайзии. В это время он совмещал дипломатическую работу с работой на разведку Кострад, сообщая своему руководство данные, связанные с войной во Вьетнаме.
В конце 1969 года Мурдани был назначен генеральным консулом Индонезии в Южной Корее; в 1973 году он стал поверенным в делах в этой стране.

## Служба в разведке
В январе 1974 года Мурдани вернулся на родину. Вскоре президент Сухарто назначил его сразу на несколько должностей — помощника министра обороны и безопасности по разведке, помощника командующего Оперативного командования по восстановлению безопасности и порядка (Копкамтиб; индон. Kopkamtib, от индон. Komando Operasi Pemulihan Keamanan dan Ketertiban), руководителя Центра стратегической разведки (индон. Pusintelstrat) и заместителя руководителя Национального координационного агентства по разведке (Бакин; индон. Bakin, от индон. Badan Koordinasi Intelijen Negara). Возвращение Мурдани в Индонезию и его новое назначение произошло вскоре после так называемого Инцидента Малари — массовых студенческих волнений в Джакарте, после которых были уволены в отставку два виднейших руководителя индонезийских спецслужб, генералы Муртопо и Сумитро.
В августе 1975 года под руководством Мурдани началось забрасывание индонезийских солдат, под видом добровольцев, на Восточный Тимор, бывший в то время португальской колонией. После того, как 28 ноября 1975 года Революционный фронт за независимость Восточного Тимора (ФРЕТИЛИН) провозгласил независимость Восточного Тимора, индонезийская армия начала полномасштабную военную операцию с целью присоединения Восточного Тимора к Индонезии. План операции, разработанный Мурдани, был подвергнут критике со стороны армейских кругов, так как Бенни фактически отстранил от планирования операции высокопоставленных военных, которые были старше его по званию — в частности, заместителя командующего Вооружённых сил Суроно Рексодимеджо (индон. Surono Reksodimedjo) и командующего Кострад Лео Лопуису (индон. Leo Lopuisa)).
28 марта 1981 года был угнан рейс 206 авиакомпании Garuda Indonesia, который должен был лететь из Джакарты в Медан. Мурдани, который в это время был в Амбоне на совещании с командующим Вооружёнными силами Мохаммадом Юсуфом, немедленно вылетел в Джакарту. После того, как угнанный самолёт совершил посадку в бангкокском аэропорту Дон Мыанг, он встретился с президентом Сухарто и получил от него разрешение на применение силы при освобождении заложников.
Мурдани в сопровождении бойцов Отряда боевой разведки коммандос (Копассанда; исл. Kopassandha, от индон. Komando Pasukan Sandi Yudha; бывший RPKAD) отправился в Таиланд. Несмотря на то, что первоначально его план вызвал критику со стороны таиландского руководства, в итоге он был одобрен, и 31 марта 1981 года отряд Копассанда обезвредил угонщиков и освободил заложников.

## На посту главнокомандующего
В марте 1983 года президент Сухарто назначил Мурдани на пост главнокомандующего Вооружёнными силами Индонезии и присвоил ему звание полного генерала. Во время церемонии вступления нового главнокомандующего в должность Сухарто лично надел погоны с новыми знаками различия на плечи Мурдани в знак признания его лояльности президенту.
Кроме того, Бенни возглавил Оперативное командование по восстановлению безопасности и порядка (Копкамтиб; индон. Kopkamtib, от англ. Komando Operasi Pemulihan Keamanan dan Ketertiban) и сохранил пост главы Центра стратегической разведки, переименованного в Управление стратегической разведки (индон. Badan Intelijen Strategis, BUIS) . В отличие от своих предшественников — Сухарто, Марадена Пангабеана и Мохаммада Юсуфа — Мурдани не занял одновременно с постом главнокомандующего пост министра обороны.
Новый главнокомандующий заявил, что считает целью своей работы реорганизацию армии, сокращение военных расходов, а также повышение профессионализма индонезийских военных. В результате реорганизации структуры командования было упразднено Командование территориальной обороны (индон. Kowilhan, от индон. Komando Wilayah Pertahanan), число военных округов сокращено с 16 до 10, число региональных командований флота — с 8 до 2, число региональных командований авиации — также с 8 до 2. Также была проведена реорганизация полиции, которая в то время входила в состав Вооружённых сил. В Академии Вооружённых сил Республики Индонезии (индон. Akademi Angkatan Bersenjata Republik Indonesia, Akabri) было сокращено преподавание невоенных предметов. Для подготовки молодёжи к поступлению в Академию была основана школа Taruna Nusantara, которая работает по сей день и считается одним из престижнейших средних учебных заведений Индонезии. Предпринимались шаги по укреплению сотрудничества между индонезийскими Вооружёнными силами и армиями стран — членов АСЕАН.
В сентябре 1984 года в районе джакартского порта Танджунг-Приок произошло массовое выступление радикально настроенных мусульман, подавленное войсками. Приказ о подавлении беспорядков был отдан Мурдани и командующим V военным округом «Джая» Три Сутрисно. После этого Мурдани заявил, что протестующие сами спровоцировали военных на применение силы и достичь с ними компромисса было невозможно. Танджунгприокский инцидент негативно сказался на репутации католика Мурдани среди мусульман, составляющих большинство населения Индонезии; он был вынужден публично заявить, что никогда не испытывал негативных чувств по отношению к мусульманам и совершить серию визитов в мусульманские школы Явы.

## Политическая карьера
К 1988 году отношения между Мурдани и Сухарто испортились. Несмотря на то, что Мурдани оставался лоялен президенту, он критиковал его за коррупцию и кумовство. Кроме того, он поссорился с Прабово Субианто, зятем Сухарто.
На 1988 год была запланирована генеральная сессия высшего законодательного органа страны — Народного консультативного конгресса (НКК). На ней, в числе прочего, должны были состояться выборы президента и вице-президента, итог которых был предсказуем — президентом переизбирался Сухарто, а вице-президентом — человек, пользующийся его доверием. К этому времени Сухарто принял решение, что новым вице-президентом должен был стать Судармоно, однако, Мурдани сам желал занять этот пост. Это стало одной из причин, по которой Сухарто в феврале 1988 года снял его с поста главнокомандующего. По версии Роберта Элсона, причиной отставки Мурдани послужило не только его желание стать вице-президентом, но и желание Сухарто укрепить влияние Судармоно, его возможного преемника.
В том же феврале 1988 года руководство правящего блока Голкар выставило Судармоно кандидатом в вице-президенты на грядущих выборах. Вскоре решение о выставлении своего кандидата должна была принять фракция Вооружённых сил в НКК, и Мурдани, сохранивший после отставки влияние, пытался воспрепятствовать выдвижению Судармоно от этой фракции. Впоследствии новый главнокомандующий Три Сутрисно с большим трудом убедил его не возражать против кандидатуры Судармоно, который, как и ожидалось, был избран вице-президентом на генеральной сессии НКК.
Несмотря на ухудшение отношений с Мурдани, Сухарто сохранил его в высшем руководстве страны, назначив министром обороны и безопасности. Во время своего пребывания на этом посту он был обвинён в организации заговора против Сухарто, что побудило президента пригрозить суровыми мерами для лиц, желающих сместить его со своего поста неконституционным путём.
В сентябре 1988 года было упразднено командование Копкамтиб, которым руководил Мурдани. В 1993 году он оставил пост министра обороны.

## Смерть
Мурдани скончался 29 августа 2004 года в Джакарте от инсульта.